# 18th Wing
Le 18th Wing (18e Escadre), appartenant aux Pacific Air Forces de l'United States Air Force est stationné à Kadena Air Base au Japon.

## Historique

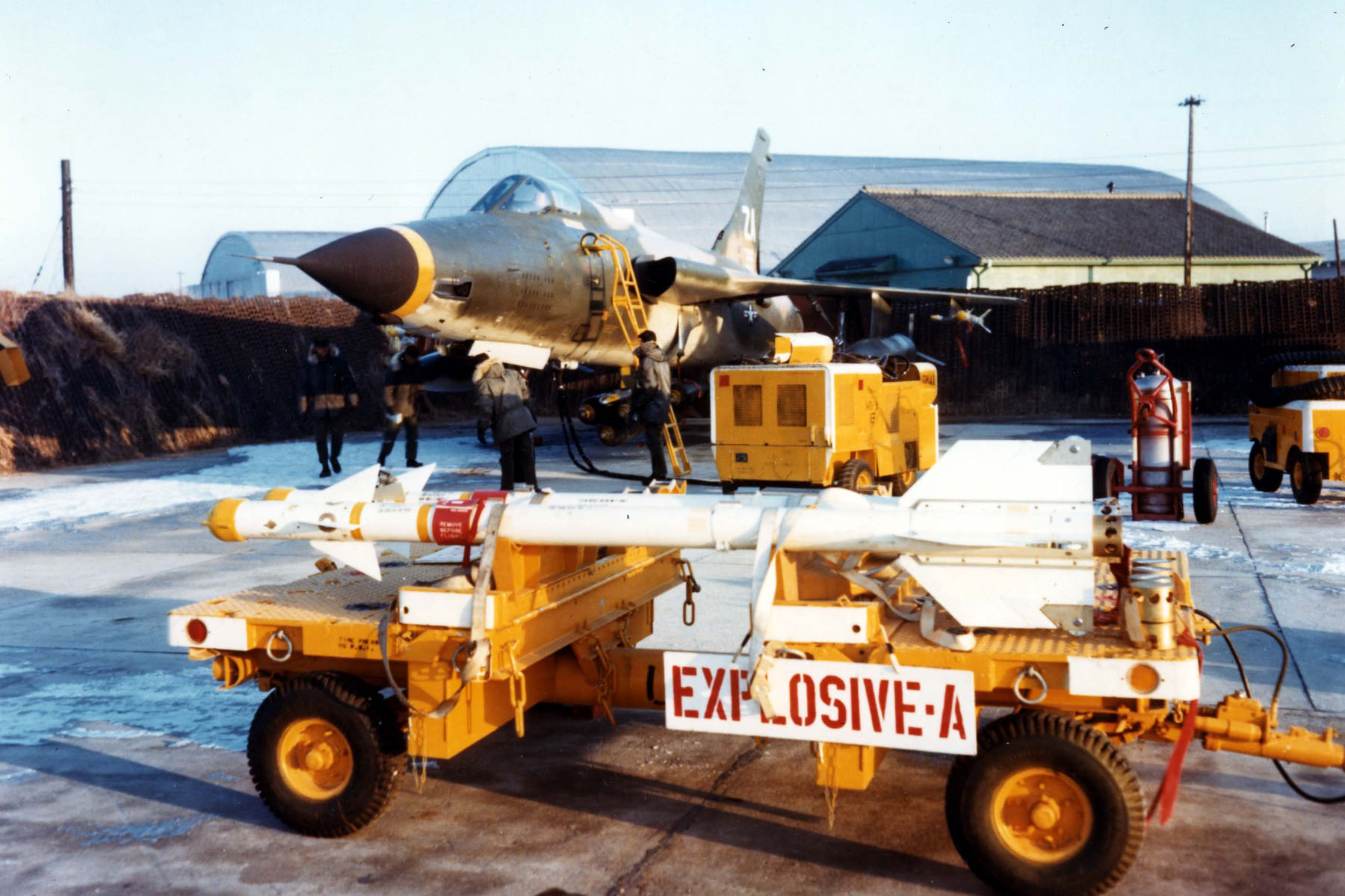
Un Republic F-105 Thunderchief du 12e escadron du 18th Win garmé de 6 bombes M117 et de deux missiles air-air Sidewinder stationné sur la base aérienne d'Osan en Corée du Sud en fin janvier et juin 1968.

Elle est dotée dans les années 1970 de chasseurs F-4 Phamtom. En 1979, premiers McDonnell F-15A/B Eagle arrivent dans les rangs des 44th et 67th Fighter Squadron, ils sont remplacés au milieu des années 1990 par des F-15C et D. Ces derniers sont rapatriés à partir du 1er décembre 2022, les derniers devant l'être en octobre 2024. Leurs remplaçants devaient être soit des F-35A, soit des Boeing F-15EX Eagle II. Le 3 juillet 2024, il est annoncé que 36 Eagle II seront déployés pour ce remplacement à une date non précisé
La 18e escadre disposait en mars 2018 de 54 chasseurs F-15C/D, 15 ravitailleurs KC-135, deux avions radars Boeing E-3 Sentry et neuf hélicoptères Sikorsky HH-60 Pave Hawk. La base de Kaneda comprend, en 2008, 6 600 membres de l'USAF, 2 800 membres des autres armes, plus d'un millier de travailleurs civils américains, 3 200 travailleurs civils japonais, plus d'un millier de membres de SMP et 8 800 membres des familles des militaires soit plus de 23 000 personnes.

## Unités
En 2018 :
- 18th Wing des Pacific Air Forces (marquage sur la dérive : ZZ)
  -     - 18th Aeromedical Evacuation Squadron (Medical Aircrews)
    - 31st Rescue Squadron (Pararescue)
    - 33d Rescue Squadron (HH-60G)
    - 44th Fighter Squadron "Vampire Bats" (F-15C/D)
    - 67th Fighter Squadron "Fighting Cocks" (F-15C/D)
    - 623d Air Control Squadron "Lightsword" (JADGE)
    - 909th Air Refueling Squadron "Young Tigers" (KC-135R)
    - 961st Airborne Air Control Squadron "Ronin/Cowboy" (E-3B/C)

  - 18th Mission Support Group
  - 18th Maintenance Group
  - 18th Medical Group